# Sędzia koszykarski
Ten artykuł opisuje zagadnienie koszykarskie zgodne z normami FIBA.
Zasady w ligach NBA, NCAA lub innych mogą różnić się od tutaj przedstawionych.

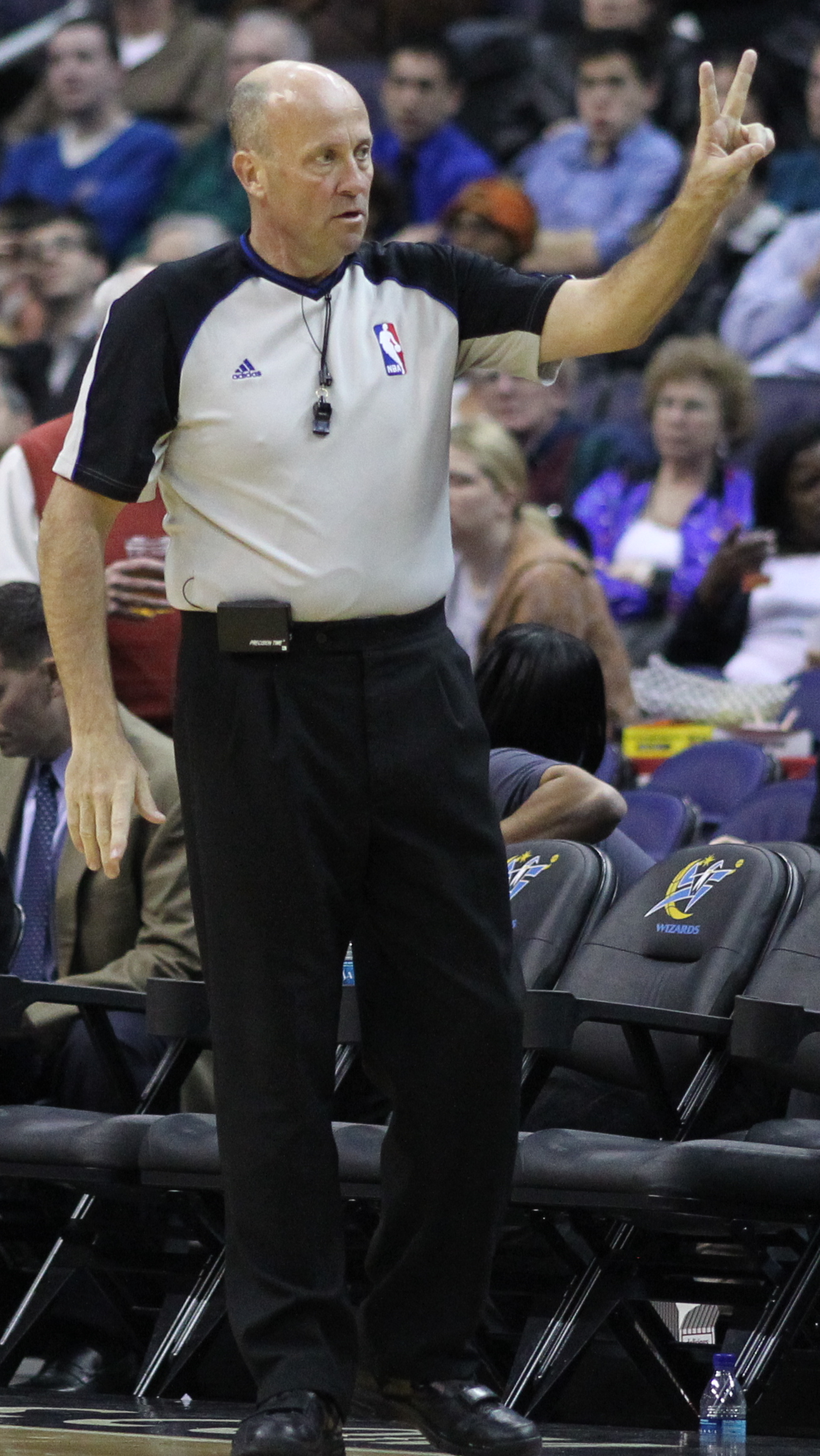
Sędzia koszykarski

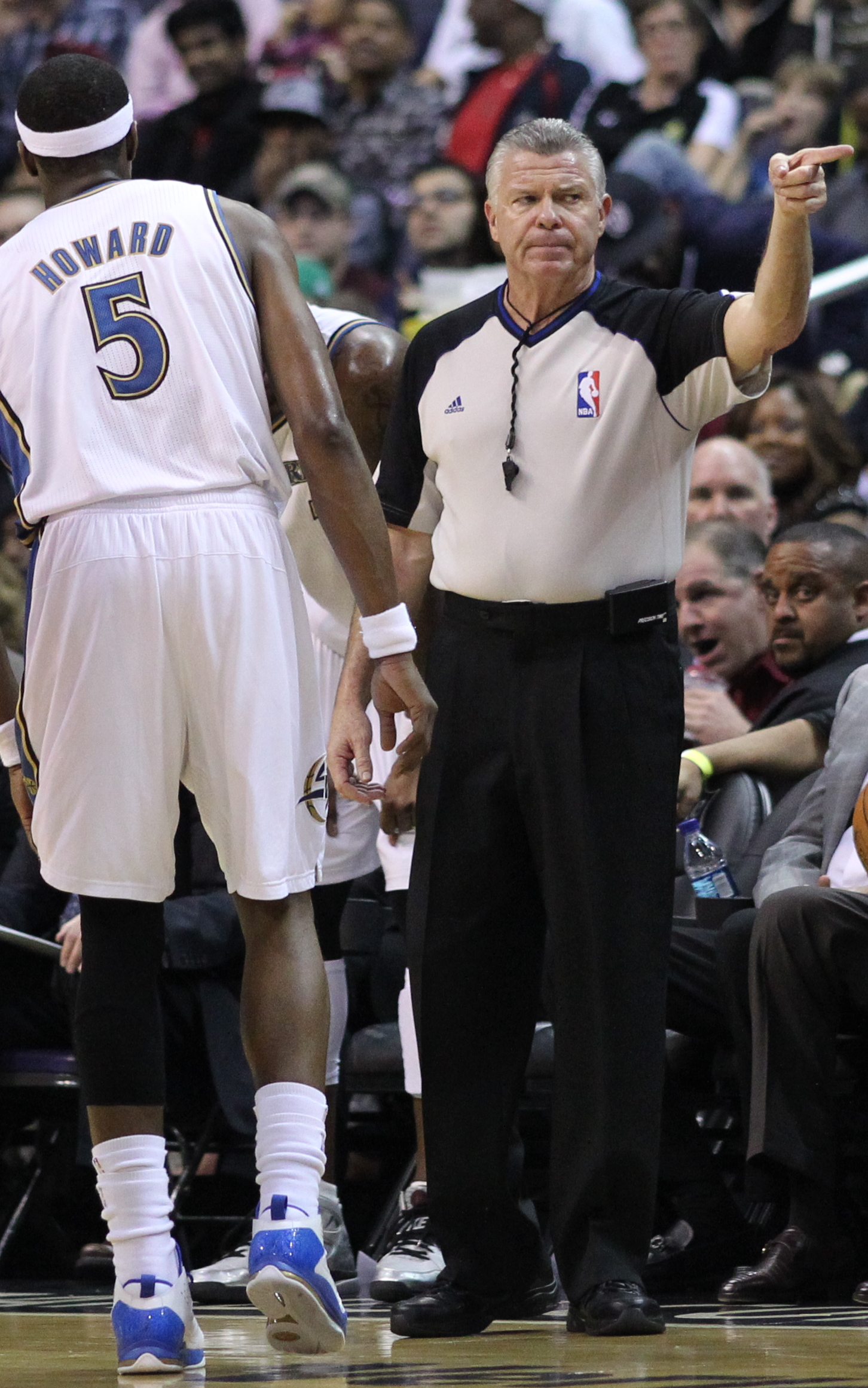

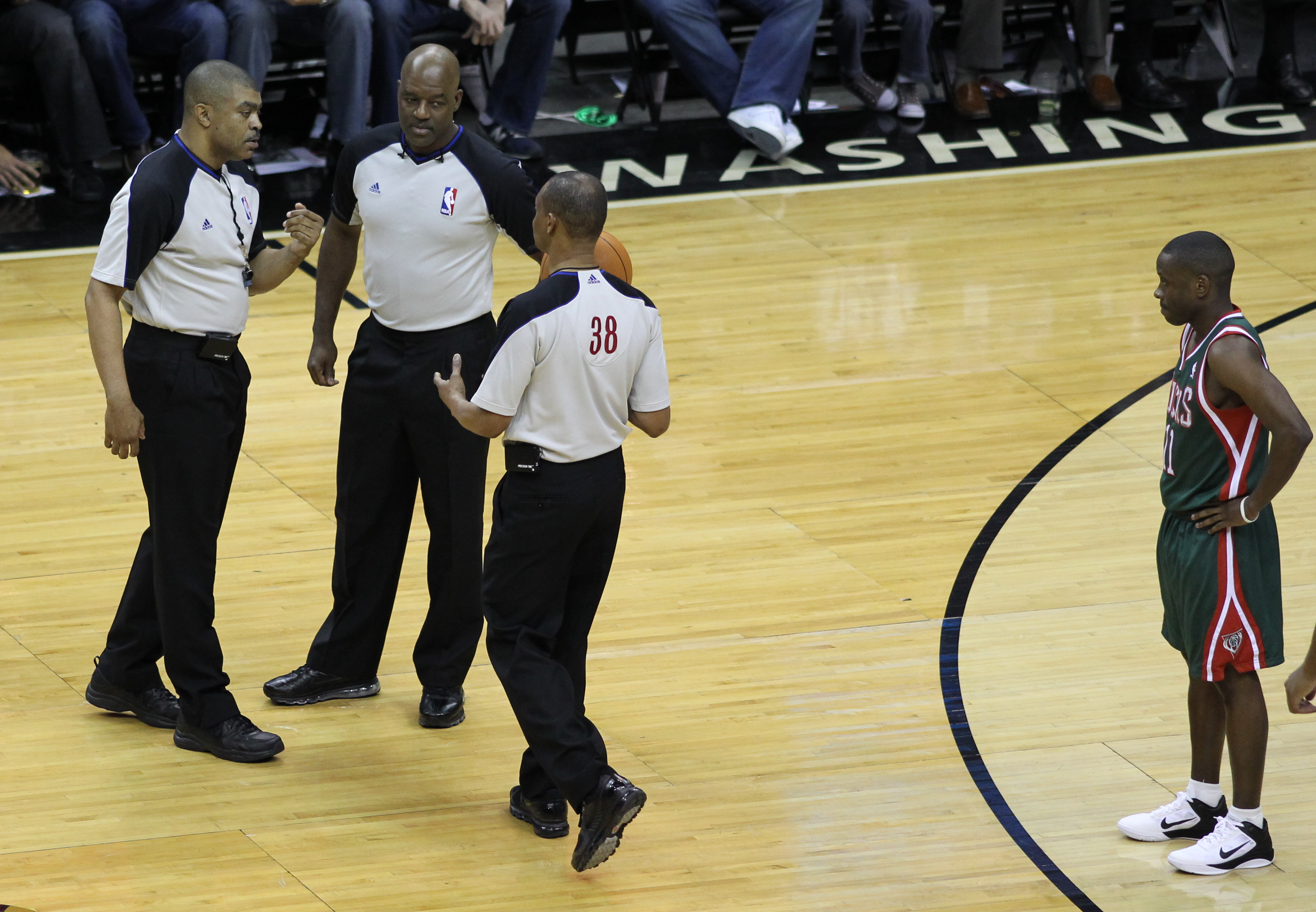
Sędziowie NBA

Sędzia koszykarski (arbiter, ang.: official, referee) – w koszykówce jest to osoba, która czuwa nad prawidłowym przebiegiem meczu i przestrzeganiem zasad gry, przyznająca i zatwierdzająca zdobyte punkty.

## Liczba sędziów
Podczas meczu koszykówki na boisku znajduje się dwóch lub trzech sędziów (główny i jeden/dwóch pomocniczych) oraz trzech lub czterech sędziów "stolikowych" – sekretarz, mierzący czas gry, mierzący czas 24 sekund oraz ewentualnie asystent sekretarza. Czasem przy stoliku sędziowskim może zasiadać również komisarz (obserwator), lecz nie jest on liczony ani jako sędzia boiskowy, ani stolikowy. Rolą komisarza jest nadzorowanie pracy sędziów stolikowych oraz wspieranie sędziów boiskowych.

## Strój sędziego
Wszyscy sędziowie (zarówno stolikowi jak i ci na parkiecie) muszą mieć na sobie identyczny strój. Strój zgodny z przepisami składa się z:
- koszulki sędziowskiej
- długich, czarnych spodni
- czarnych skarpet
- czarnych butów sportowych

## Porozumiewanie się
Sędziowie nie muszą nic mówić – porozumiewają się specjalnymi znakami. Muszą znać je wszyscy sędziowie i używać we wszystkich meczach. Jeśli na meczu międzynarodowym zaistnieje potrzeba słownego porozumiewania się (np. w celu wyjaśnienia spornej sytuacji), należy robić to po angielsku.
Sędzia nie ma prawa zakwestionować, lub odwołać decyzji innego sędziego. Decyzje sędziów są ostateczne.

## Obowiązki i prawa sędziów

### Sędziowie boiskowi

#### Sędzia główny
- wybiera piłkę, którą drużyny będą grać podczas meczu
- decyduje o przegranej walkowerem
- wykonuje rzut sędziowski na rozpoczęciu I kwarty
- podejmuje decyzje w sprawach nieuregulowanych oficjalnymi przepisami
- ma prawo przerwać mecz
- w przypadku protestu w ciągu godziny musi poinformować o tym fakcie organizatora rozgrywek
- dokładnie sprawdza, zatwierdza i podpisuje protokół meczu

#### Sędziowie pomocniczy
- informują o naruszeniu przepisów na boisku, obszarze ławek, ławkach drużyn, lub stoliku sędziowskim
- decydują o zatrzymaniu gry w przypadku faulu, lub błędu, zgodnie z intencją przepisów, zdrowym rozsądkiem i uwagą, by wpłynąć korzystnie na drużynę poszkodowaną.

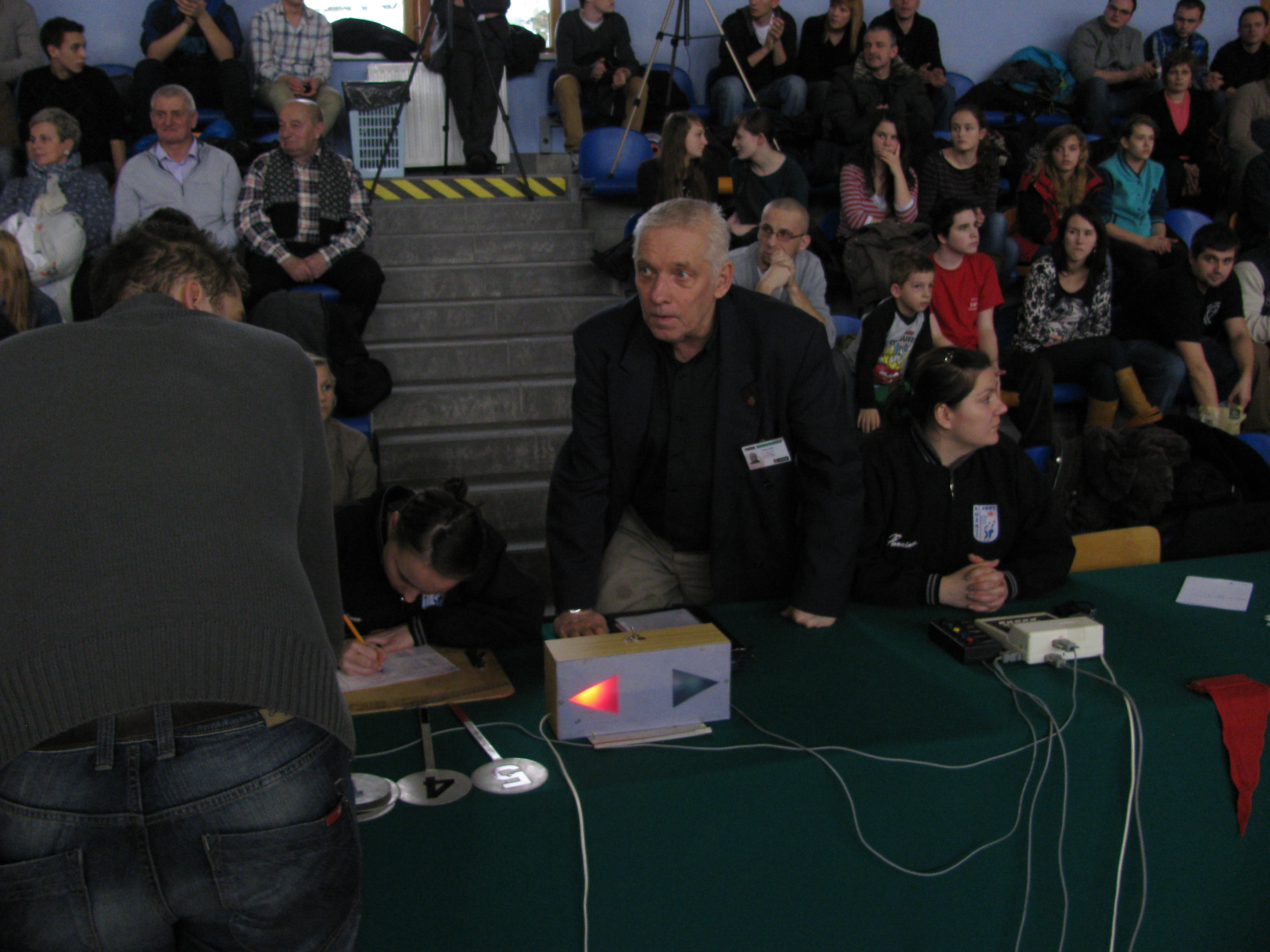
Komisarz z ramienia PZKosz na półfinałach mistrzostw Polski juniorów starszych w koszykówce w Wadowicach

### Komisarz
- zajmuje miejsce przy stoliku sędziowskim między sekretarzem i mierzącym czas gry
- pomoc sędziom boiskowym w celu zapewnienia sprawnego przebiegu meczu
- nadzorowanie sędziów stolikowych

## Okres uprawnień, obowiązków i związania z meczem sędziów
Sędziowie otrzymują uprawnienia, obowiązki i wiążą się z danym meczem w momencie przybycia na boisko (dzieje się to 20 minut przed rozpoczęciem meczu). Uprawnienia kończą się w momencie potwierdzonego zakończenia czasu gry meczu. Związek sędziów z meczem i ich obowiązki kończą się z momentem podpisania pratokołu meczu przez sędziego głównego. 

## Kontakt piłki z sędzią podczas gry
Gdy piłka dotknie sędziego, uznawane jest to za dotknięcie piłki o parkiet w miejscu, w którym stoi sędzia – jeśli sędzia stoi na aucie, jest to aut; gdy sędzia stoi na boisku, gra nie jest przerywana.

## Kontuzja sędziego
Jeśli sędzia dozna kontuzji, która uniemożliwi mu dalsze sędziowanie, w ciągu pięciu minut może zastąpić go inny wykwalifikowany sędzia koszykarski. Gdy nie będzie to możliwe, pozostali sędziowie muszą sędziować sami. 

## Zarobki
Sędziowie koszykarscy w I lidze dostają pieniądze w zależności od odległości, którą musieli pokonać by dotrzeć na mecz. Zarobki "na rękę" wahają się w granicach od około 500 zł do nawet około 900 zł za jeden mecz (trwający około 2 godziny).